# Шпиритусна лампа
Шпиритусна лампа је део хемијског прибора. Састоји се од доњег дела (у коме се налази шпиритус или неки други алкохол) и фитиља. Најчешће се користи у лабораторијама за загревање разних супстанци.